# Полутораручный меч
Полуторару́чный меч — современное обозначение группы средневековых западноевропейских мечей, которые удерживали в основном двумя руками, но при этом их вес и баланс допускал при необходимости одноручный хват. Обозначение введено оружиеведами и коллекционерами оружия в XIX—XX веках, в частности — использовалось британским исследователем средневекового оружия Оукшотом.
В средневековых трактатах такое оружие называется просто «меч» без каких либо уточнений, «меч-бастард» (англ. bastard-sword, аналогичное прослеживается в итальянских трактатах по фехтованию с 1549 года) или «длинный меч» (англ. longsword). Чётко разделять «обычный», «длинный» (двуручный) и «полуторный» меч стали только в позднейшее время, когда это оружие имело значение лишь как объект коллекционирования.

## Определение

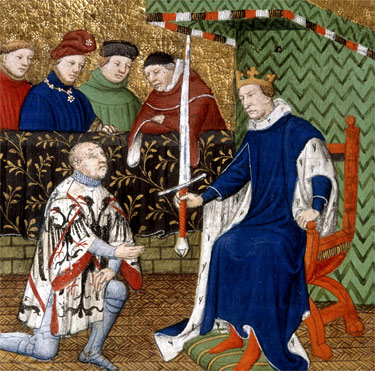
Карл V назначает Бертрана дю Геклена коннетаблем, вручая ему меч-бастард. Миниатюра из рукописи XIV в.

В устаревших источниках и популярной литературе такие мечи нередко называют двуручными, тогда как в современном оружиеведении принято проводить различие между полутора- и двуручными мечами. Первый имеет общую длину около 110 см, из них примерно 90 см приходятся на клинок, у второго же длина составляет около 120—140 см, из них не меньше метра приходятся на клинок. Кроме того, двуручный меч возможно эффективно использовать только двумя руками — иного не позволял его вес.
Таким образом, полутораручные мечи являются промежуточным типом между одно- и двуручными мечами. Длина рукояти у полутораручных мечей варьируется — у одних образцов вторая рука помещается лишь частично, у других же есть место для свободного размещения обеих рук. Рукоять нередко имеет характерное деление на две части — цилиндрическую у гарды и коническую у навершия, при этом навершие часто продолговатой формы.
Полутораручные мечи имели определённые подвиды. Например «боевой меч» был более тяжёлым, длинным и широким, предназначался исключительно для боевых действий и в основном для рубящих ударов, тогда как меч-бастард был несколько легче и мог использоваться в повседневной жизни, например для самозащиты. Термин «длинный меч» использовался по отношению к обеим этим разновидностям. Следует учитывать, что «боевым» и «длинным» мечом могли называть также и двуручные мечи

## Полуторный меч конца высокого средневековья
Полуторные мечи впервые появляются во второй половине-конце XIII-го века. Такие мечи называли «боевыми», «военными», «мечами для войны» (старофр. espées de Guerre, среднеангл. Swerdes of Werre), «большими» (старофр. Grant espées, среднеангл. Grete Swerdes) или же «большими боевыми» (среднеангл. Grete War Swerdes), и они нередко упоминаются в средневековых источниках конца XIII — начала XIV века. По мнению английского историка холодного оружия Эварта Оукшотта именно эти мечи являлись седельными, так же часто упоминаемыми в письменных источниках, хотя до нашего времени и не дошло ни одного изображения меча закрепленного возле седла. С другой стороны известны изображения на которых «боевые мечи» носят в ножнах на поясе. Также Оукшоттом было высказано предположение о том, что «боевые мечи» не следует смешивать с двуручными, называемыми в средневековых источниках старофр. espées a deux mains или среднеангл. Twahandswerds. Таким образом «боевые мечи» относятся именно к полутораручным, причем двуручный хват всё же являлся основным.
Оукшотт выделил всего две, очень похожие друг на друга, разновидности «боевого меча» получившие обозначение XIIв и XIIIв. Различие между двумя типами заключается в основном в том, что XIIв имеет более выраженное сужение кромок клинка, а у XIIIa они практически параллельны. Характеристики их таковы: длина клинка не менее 80 см, в среднем 90-104 см, от половины до двух третей длины занимает дол, длина рукояти 15-25 см, вес 1,5-2,0 кг, максимально до 2,3 кг.
Один из мечей типа XIIв датированный 1300—1350 годами, интересен тем, что, вероятно, является самым старым сохранившимся мечом, имеющим кольцо для защиты пальца(воины, удерживая меч, иногда перекидывали указательный палец через крестовину. Таким образом рука сдвигалась чуть ближе к центру тяжести меча, что в свою очередь позволяло лучше контролировать клинок и наносить более точные удары). Подобные защитные приспособления получили большое распространение на мечах и шпагах в XVI—XVII веках.

## Полуторный меч позднего средневековья
По-настоящему популярными и распространёнными полутораручные мечи становятся в XIV и XV веках. Это хорошо видно на примере типологии Оукшотта, где каждый из восьми типов мечей 1350—1550 годов или сам является полутораручным, или имеет полутораручный подтип (исключениями являются только тип XVI, и частично типы XIV и XVII). Такой всплеск популярности объясняется распространением в данный период пластинчатых доспехов, защищавших тело воина настолько эффективно, что это позволило отказаться от использования щита и, таким образом, высвободить вторую руку для удержания меча. С другой стороны, поединок с противниками облачёнными в подобные доспехи также настоятельно требовал применения обеих рук: либо для нанесения силового удара, рассчитанного на пробивание доспеха, либо для выполнения техники «половины меча».

## Галерея
|  |  |  |  |

## Типы полуторных мечей по Оукшотту
Цветом выделены типы мечей по разным причинам не вошедшие в окончательный вариант классификации.
| Тип                           | Описание | Длина клинка, см              | Период использования. Типы наверший. Стили крестовин . | Изображение                            |
| Мечи первой группы, 1050—1350 | Мечи первой группы, 1050—1350 | Мечи первой группы, 1050—1350 | Мечи первой группы, 1050—1350                          | Мечи первой группы, 1050—1350          |
| ----------------------------- | --- | ----------------------------- | ------------------------------------------------------ | -------------------------------------- |
| XIIa                          | Широкий клинок с плавным сужением к острию, две трети длины клинка занимает дол. Длина рукояти 15-25 см, вес 1,5-2,0 кг.. | 91,5-101,5                    | 1250-1400 J или любой 1, 2, 3 или любой                |                                        |
| XIIIa                         | Широкий клинок практически без сужения, короткое остриё. Длина рукояти 15-25 см | 94-101,5                      | 1240-1350 D, E, I или любой 1, 2, 3, 5, 6, 7           |                                        |
| Мечи второй группы, 1350—1550 | |                               |                                                        |                                        |
| XVa                           | Кромки клинка резко и прямолинейно сужаются, образуя форму сильно вытянутого треугольника, сечение клинка четырёхгранное. | 73,5-94                       | 1350-1420 G, H, I, J, K или любой 8 или любой          |                                        |
| XVIa                          | Сечение клинка шестигранное, в области острия — четырёхгранное. Неплохо подходит и для колющего и для рубящего ударов. | 81-88                         | 1330-1380 K, Н1 или любой любой стиль                  |                                        |
| XVII                          | Длинный и тяжёлый меч с полутора- или двуручной рукоятью. Образцы могут относиться к «боевым мечам» или бастардам. Клинок довольно узкий, шестигранного сечения, вес меча может доходить до 2,5 кг. Мог иметь короткий и неглубокий дол.                                        | 86-96,5                       | 1335-1425 Н1, Т, Т1-Т5 1,6 или любой                   |                                        |
| XVIIIa                        | Сравнительно широкий клинок четырёхгранного сечения, иногда имеющий короткий и узкий дол, плавно сужается к длинному острию. Как и тип XVI, подходит и для колющего и для рубящего ударов                                                                                       | 68,5-106,5                    | 1410 — 1510 любой тип любой стиль                      | Тип XVIIIa, в ранней редакции — XVIIIb |
| XVIIIb                        | Узкий и длинный клинок с очень длинной рукоятью (25-28 см), рассчитанной на полноценный двуручный хват. Позднее объединён Оукшоттом с типом XVIIIa. Преимущественно немецкий тип.                                                                                               | 81-106,5                      | 1410 — 1510 G, H, I, J, K, Т, Т1-Т5 1, 2, 10 или любой |                                        |
| XVIIIc                        | Так же как и предыдущий был объединён с типом XVIIIa, изначально отличался от него несколько большей шириной и длиной клинка, рукоять всегда полутораручная. Крестовина чаще всего имела S-образно изогнутые в горизонтальной плоскости концы. Тип преимущественно итальянский. | 81-86                         | 1410 — 1510 G, H, I, J, K 12                           |                                        |
| XVIIIe                        | Длинный узкий клинок, имеющий протяжённое рикассо, часто более узкое, чем заточенная часть клинка, рукоять может быть очень длинной. Региональный датский подтип (известные экземпляры в основном происходят с территории Дании).                                               | 81-106,5                      | 1410 — 1510 Т, Т1-Т5 7, 9, 12                          |                                        |
| XIX                           | В основном одноручный тип. Клинок шести- или четырёхгранного сечения, кромки почти параллельные с резким переходом в остриё. Один или три узких дола (центральный более длинный), четко выраженное рикассо (незаточенная пята клинка) длиной 5-7 см или длиннее.                | ~95                           | 1350 — 1600 G, H, I, J, K, Т, Т1-Т5 5, 6               | Полутораручный вариант типа XIX        |
| XX                            | Эти большие бастарды или (в некоторых случаях) полностью двуручные мечи имеют широкие клинки с длинным остриём, два или три дола с каждой стороны. | 86-106,5                      | 1350 — 1450 G, H, I, J, K, Т, Т1-Т5 7, 9               | Изображение меча                       |
| XXa                           | От предыдущего типа отличается главным образом более выраженным сужением клинка и меньшими размерами. Мог быть и одноручным. | 56-86                         | 1350 — 1450 G, H, I, J, K 7, 9                         |                                        |
| XXII                          | Тип в основном одноручный. Широкий клинок с плавным сужением, короткое остриё, двойные узкие долы. | 66-101,5                      | 1440 — 1570 F, G, H 1, 9                               |                                        |

## Полуторный меч в XVI веке

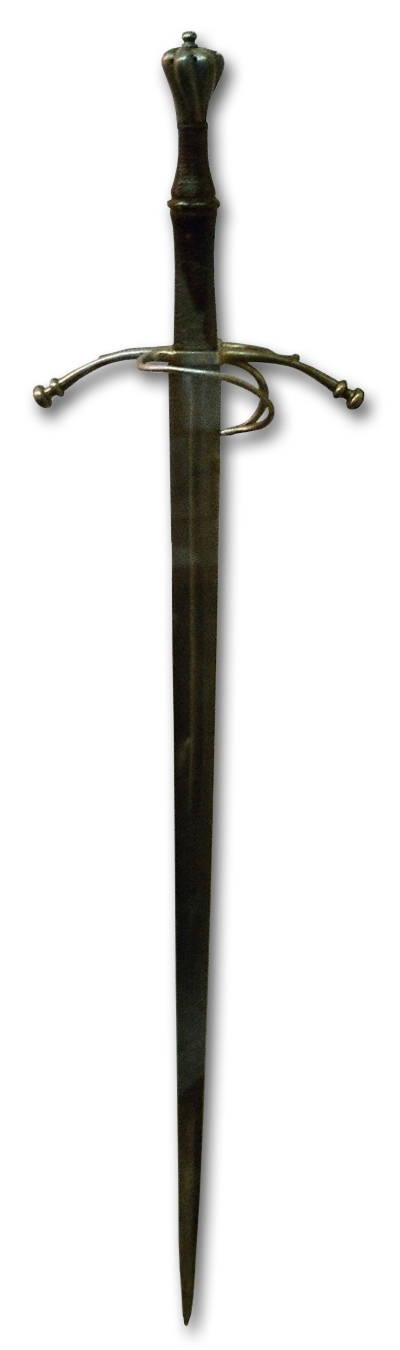
Полутораручный меч XVI века с дополнительными элементами эфеса

В этом столетии полутораручные мечи нередко имеют развитую гарду с дополнительными защитными элементами, сближающую их с тогда же появившимися шпагами. В некоторых случаях речь шла о полузакрытых эфесах — имеющих дужку для защиты пальцев, не соединяющуюся с навершием. Среди всех этих эфесов (и открытых, и полузакрытых) выделялись немецко-баварский, швейцарский и испанский стили. В свою очередь немецко-баварский стиль делился на четырнадцать типов, объединённых в четыре группы, а швейцарский на пятнадцать типов (без групп).